# Jan Izydorczyk

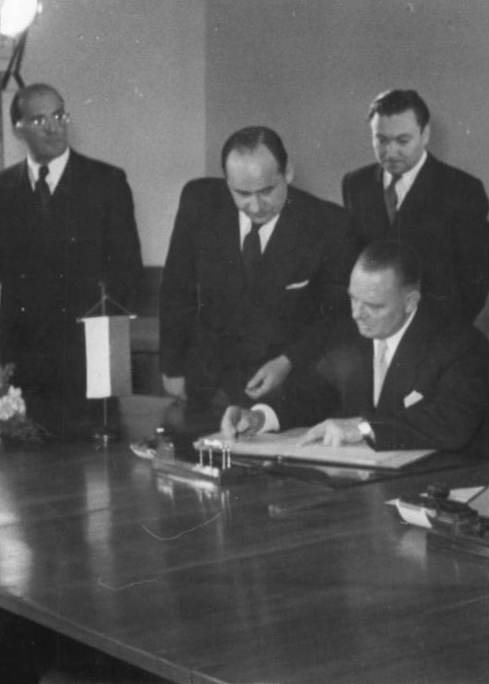
Jan Izydorczyk (1950)

Jan Izydorczyk (* 1900; † 17. April 1974) war ein polnischer Kommunist, Häftling im KZ Auschwitz und KZ Buchenwald, Politiker, Sejm-Abgeordneter und Botschafter in der Deutschen Demokratischen Republik.

## Leben
Izydorczyk wurde von 1943 bis 1944 im KZ Auschwitz interniert und kam 1944 ins KZ Buchenwald, wo er als Mitglied der Polnischen Arbeiterpartei (PAP) dem Internationalen Lagerkomitee angehörte.
Nach der Befreiung von der NS-Herrschaft ging er in seine Heimat zurück, wurde Mitglied des Zentralkomitees der Polnischen Vereinigten Arbeiterpartei, Abgeordneter des Sejm und erster Botschafter Volkspolens in der DDR. Außerdem war er Vizepräsident der Gesellschaft zur Förderung der polnischen Westgebiete.